# Dorothée Berryman
Pour les articles homonymes, voir Berryman.
Dorothée Berryman est une actrice, animatrice de radio et chanteuse de jazz née le 28 avril 1948 à Neufchâtel (aujourd'hui dans le quartier des Châtels, Québec).

## Biographie
Elle a commencé sa carrière publique à la station de radio CKCV à Québec, puis à Radio-Canada.

## Filmographie

### Cinéma
- 1972 : Les Indrogables
- 1975 : Gina : danseuse
- 1975 : La Gammick : Rita
- 1986 : La Bioéthique: une question de choix - L'homme à la traîne
- 1986 : Le Déclin de l'empire américain : Louise
- 1987 : Wednesday's Children: Mark and Donny : Mark's Mother
- 1989 : Les Noces de papier : Annie
- 1989 : Les Heures précieuses : Dre Boisvert
- 1990 : Un autre homme
- 1990 : Ding et Dong, le film : Directrice de production
- 1990 : Back Stab : Juliet Powell
- 1991 : The Pianist : Samantha
- 1991 : Scanners II: The New Order : Mayor
- 1992 : Tirelire, combines et cie : la mère de Charles
- 1993 : Embrasse-moi, c'est pour la vie (TV) : Christine Dupuis
- 1995 : The Wrong Woman : Judge
- 1995 : Zigrail : Mère d'André
- 1996 : Pretty Poison (TV) : Bea
- 1997 : La Conciergerie : Cécile Sirois
- 1997 : Dancing on the Moon : Aunt Ruth
- 1998 : You Can Thank Me Later : Art Patron
- 1998 : Winter Lily : Agatha
- 1998 : Le Violon rouge : Secretary (Montréal)
- 1998 : Free Money : Miss Jensen
- 1999 : Taken : Sandra Mathers
- 1999 : Le Souper
- 1999 : Ladies Room : Bag Lady
- 2000 : Marie et Tom (TV) : Nathalie Gendreau
- 2000 : Audrey Hepburn, une vie (The Audrey Hepburn Story) (TV) : Ella's Friend
- 2000 : Café Olé : Pauline
- 2000 : Jackie Bouvier Kennedy Onassis (feuilleton TV) : Mrs. Lincoln
- 2001 : Crème glacée, chocolat et autres consolations : Micheline
- 2001 : Destin (en) (Dice) (feuilleton TV)
- 2003 : Les Invasions barbares : Louise
- 2003 : Cul-de-sac : Francine
- 2004 : Je n'aime que toi : Bibiane Guérin
- 2004 : Jack Paradise (Les nuits de Montréal) : tante Jeanne
- 2004 : Daniel et les Superdogs : la directrice
- 2005 : Emilio : The Care Taker
- 2009 : Jusqu'à toi de Jennifer Devoldère : la mère de Jack
- 2010 : One Last Dance de Richard Lehun (court-métrage) : Maria
- 2010 : Cabotins de Alain DesRochers : Lucie Beaumont
- 2011 : French Immersion (en) (C'est la faute à Trudeau) de Kevin Tierney : Thérése Tremblay

### Télévision
- 1972 : Nic et Pic
- 1978 - 1984 : Terre humaine : Berthe Dantin
- 1986 - 1989 : Des dames de cœur : Julie Bastien
- 1988 : Mont-Royal
- 1991 : Watatatow : Johanne Lebeau
- 1992 : Scoop : Dr Ouimet
- 1992 : Bombardier (feuilleton TV) : Marie-Jeanne Du Paul
- 1993 : Blanche : Mme Frigon
- 1994 : Miséricorde : Noëlla Veilleux
- 1994 : Les Grands Procès : Mme Huguenin
- 1995 : Les Machos (série télévisée) : Madeleine Théberge
- 1996 : Urgence : Pauline Lemaire
- 1998 : KM/H : Professeure
- 1998 - 1999 : Réseaux : Lise-Anne Martimbault
- 2001 : Cauchemar d'amour : Marjolaine
- 2001 : La Vie, la vie : Gisèle
- 2001 : Tribu.com : Yolande
- 2001 : Varian Fry, un héros oublié (en) : Mme Fanny
- 2001 : Rivière-des-Jérémie : Sœur Agnès
- 2001 : Un bébé pas comme les autres (After Amy) : Dr Friedlander
- 2002 : Rumeurs : Mme Charbonneau
- 2002 : Les Country Bears : ‘’Trixie st. Claire’’ (voix)
- 2002 : Jean Moulin, une affaire française : Nelly Brochet
- 2003 : 450, chemin du Golf : Mme Bibeau
- 2004 : Ciao Bella (série télévisée) : Térésa Lanza
- 2005 : Providence : Margaret Richardson
- 2005 : Félix Leclerc : Fabiola
- 2015 : Unité 9 : Nicole Galarneau
- 2019 : District 31 : Guylaine Corbin
- 2019 - 2021 : Toute la vie : mère adoptive de Tina

## Discographie
- 2000 : Dorothée Berryman - Productions Guy Cloutier ("Les feuilles mortes", "Night and Day", "C'est si bon", "Samba Saravah", etc.)
- 2003 : PS I Love You - Disques La Factrie ("What a Difference a Day Made", "Que reste-t-il de nos amours ?", "La vie de Cocagne", "I Walk a Little Faster", etc.)
- 2012 : Dorothée Berryman - Disques La Tribu ("As Time Goes By", "Killing Time", "Blue Moon", "Sour Times", etc.)

## Distinctions

### Récompenses
- 1988 - Prix Gémeaux du meilleur rôle de soutien féminin : dramatique
- 2011 - Prix Jutra de la meilleure actrice de soutien

### Nominations
- Nomination pour le Jutra de la meilleure actrice de soutien en 2004 pour Les Invasions barbares